# Festa de Sant Sebastià del Pont de Suert

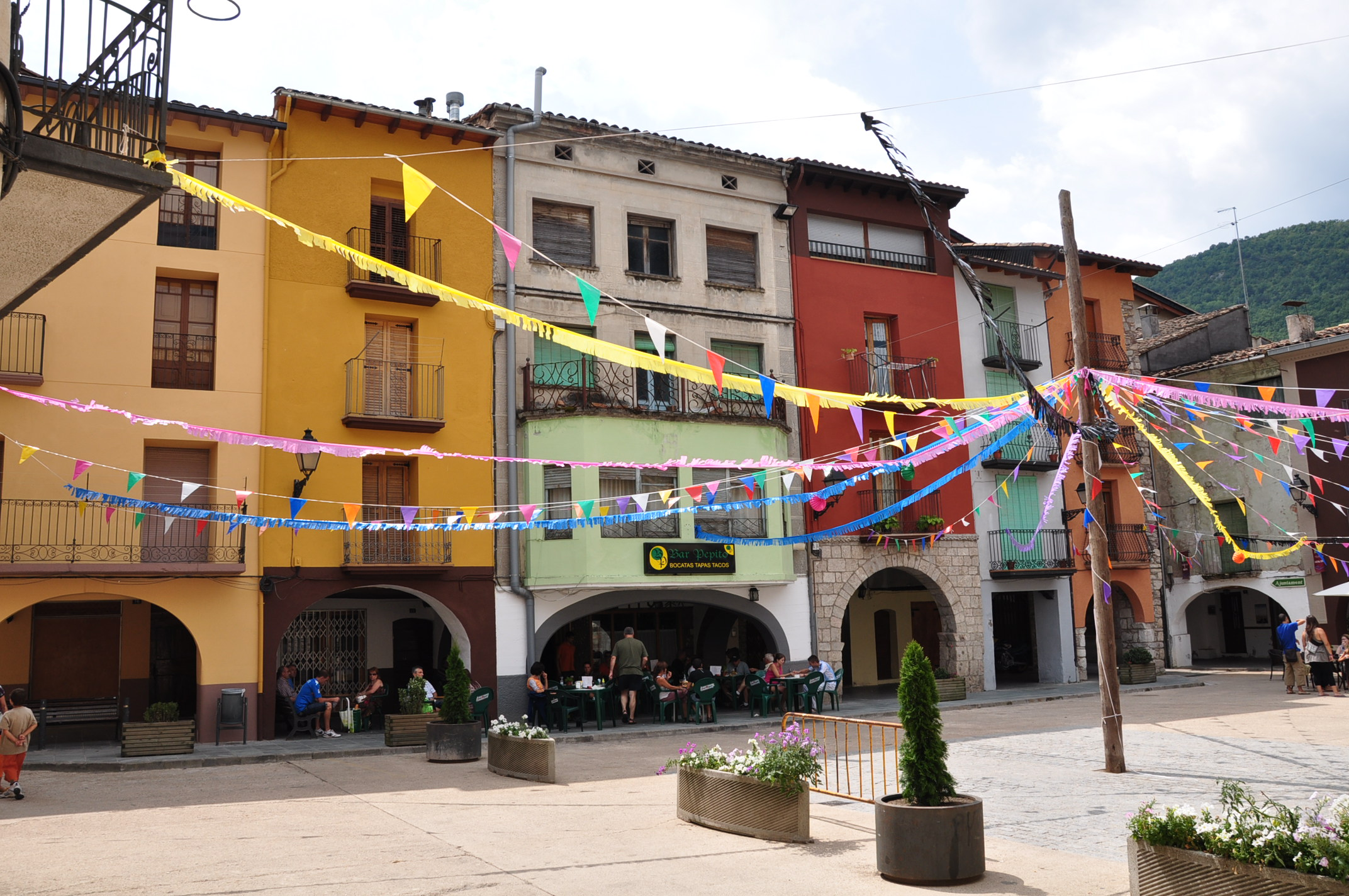
La plaça del Pont de Suert, durant la Festa Major

La Festa de Sant Sebastià del Pont de Suert té el seu origen en la institució de la Confraria de Sant Sebastià, que neix en aquest municipi l'any 1586. El "Llibre Vell" (1730) de la Confraria recull el text fundacional i els estatuts de l'entitat on s'estableix la celebració anual de la Festa de Sant Sebastià i es fixen els diferents actes de què consta la festa, tant religiosos com civils. Les úniques interrupcions conegudes de la festa es van produir els anys 1937 i 1938, degut a la guerra civil. Està reconeguda com a festa patrimonial d'interès nacional.
Se celebra els dies 19, 20 (festivitat del Sant) i 21 de gener. La festa comença el vespre del dia 19, amb la Missa de Vigília de la Solemnitat de Sant Sebastià, predicació del Pare Predicador i cant dels goigs. Acabat el servei religiós té lloc el sopar, primer dels àpats rituals de què consta la festa i que tenen lloc a la seu de la Confraria. Els actes de la festivitat de sant Sebastià, dia 20 de gener, comencen amb el segon dels àpats rituals, l'esmorzar. A continuació se celebra la Missa de Solemnitat de Sant Sebastià, amb predicació, cant dels goigs i en acabar, té lloc el que es considera l'acte central de la festa, la solemne processó de Sant Sebastià, seguida amb gran devoció i participació massiva de la societat pontarrina. Cada any, per rigorós torn, s'estableix un itinerari per un barri diferent, realitzant els descansos fixats, en què es dediquen pregàries i oracions al sant. L'acompanyament musical de la processó és el cant dels goigs de Sant Sebastià. A continuació es fa el dinar per a tots els confrares, en el decurs del qual i seguint l'antiga tradició es fa l'entrega de la perdiu al Pare Predicador. Al vespre, abans del sopar, té IIoc el rosari i l'adoració de la relíquia de Sant Sebastià, i a continuació, el corresponent sopar.
Les activitats del dia 21 consisteixen en el tradicional esmorzar, la celebració d'una eucaristia, per recordar els confrares morts al llarg de l'any i, posteriorment, el dinar, en el decurs del qual té lloc el nomenament dels nous priors, que es faran càrrec de l'organització de la festa l'any següent. Es tracta d'una cerimònia que duen a terme els dos priors que han gestionat la Confraria i la festa durant l'any, els quals entreguen una safata amb una poma vermella als confrares que seran els nous priors, que l'accepten restant així formalment nomenats. Seguidament, es procedeix a l'entrega de la poma a les noves priores, normalment les esposes del priors nomenats i que participaran igualment en la responsabilitat d'organitzar la propera festa. Finalment, al vespre se celebra un sopar, el darrer dels àpats rituals que conformen la festa i que en aquest cas, serveix de comiat i cloenda. Dels elements que conformen la Festa de Sant Sebastià del Pont de Suert, mereixen una menció especial els àpats rituals.